# Максамбомба
Жозе Франсиско Бермудес (порт.-браз. José Francisco Bermudes; 21 декабря 1897, Сан-Паулу — 2 сентября 1963, Бауру), также известный под именем Максамбомба (порт.-браз. Maxambomba; Машамбомба) — бразильский футболист, правый полузащитник и нападающий. Брат другого известного футболиста, Жуана Луиса Бермудеса. Прозвище «Максамбомба» он получил в честь «бондинью», небольших трамвайных составов с ведущим локомотивом, которые курсировали на улицах городов Бразилии в начале XX века.

## Карьера
Максамбомба начал играть в футбол в 1906 году в детском клубе «Карлус Гомис». В 1914 году он начал карьеру, выступал за клуб «Минас-Жерайс» и занял с клубом 4 место в чемпионате штата Сан-Паулу. Годом позже он перешёл в «Интернасьонал» из Куритибы и выиграл первый розыгрыш чемпионата штата Парана, по другим данным его в составе не было. Годом позднее, в ноябре, он стал игроком «Коритибы», забив два гола в своей дебютной встрече, и в том же году выиграл титул с командой, также став лучшим бомбардиром турнира, включая два гола в финальной игре. В 1917 году он покинул команду. Также форвард был одним из немногих профессиональных игроков команды: ему выплачивалась заработная плата в 120 тыс рейсов.
В 1921 году форвард на год вернулся в «Коритибу» и в том же году поехал на чемпионат Южной Америки в составе сборной Бразилии, став первым футболистом из Параны, вызванным в национальную команду, но на поле не выходил. В 1922 году Максамбомба перешёл в клуб «Америка» из Ресифи, с которой он стал дважды чемпионом штата Парана. В 1926 году Максамбомба перешёл в клуб «Португеза Деспортос», за который провёл 14 матчей и забил 14 голов, по другим данным 15 голов. В тот же период он работал футбольным арбитром. Завершив игровую карьеру, он стал тренером. Он работал с клубами «Жермания», «Санманоэленсе», «Нороэсте» и «Лузитания».
В 1940-х Максамбомба открыл салон чистки обуви в Бауру, где работали местные подростки. В 1950-х он был вынужден продать все свои медали, полученные за спортивные победы, а также ему пришлось продавать на улицах лотерейные билеты. Он умер в благотворительном учреждении Санта-Касы де Мизенкордия в Бауру 2 сентября 1963 года.

## Достижения

### Командные
- Чемпион штата Парана: 1916
- Чемпион штата Пернамбуку: 1922, 1927

### Личные
- Лучший бомбардир чемпионата штата Парана: 1916 (16 голов)